# 刷剧

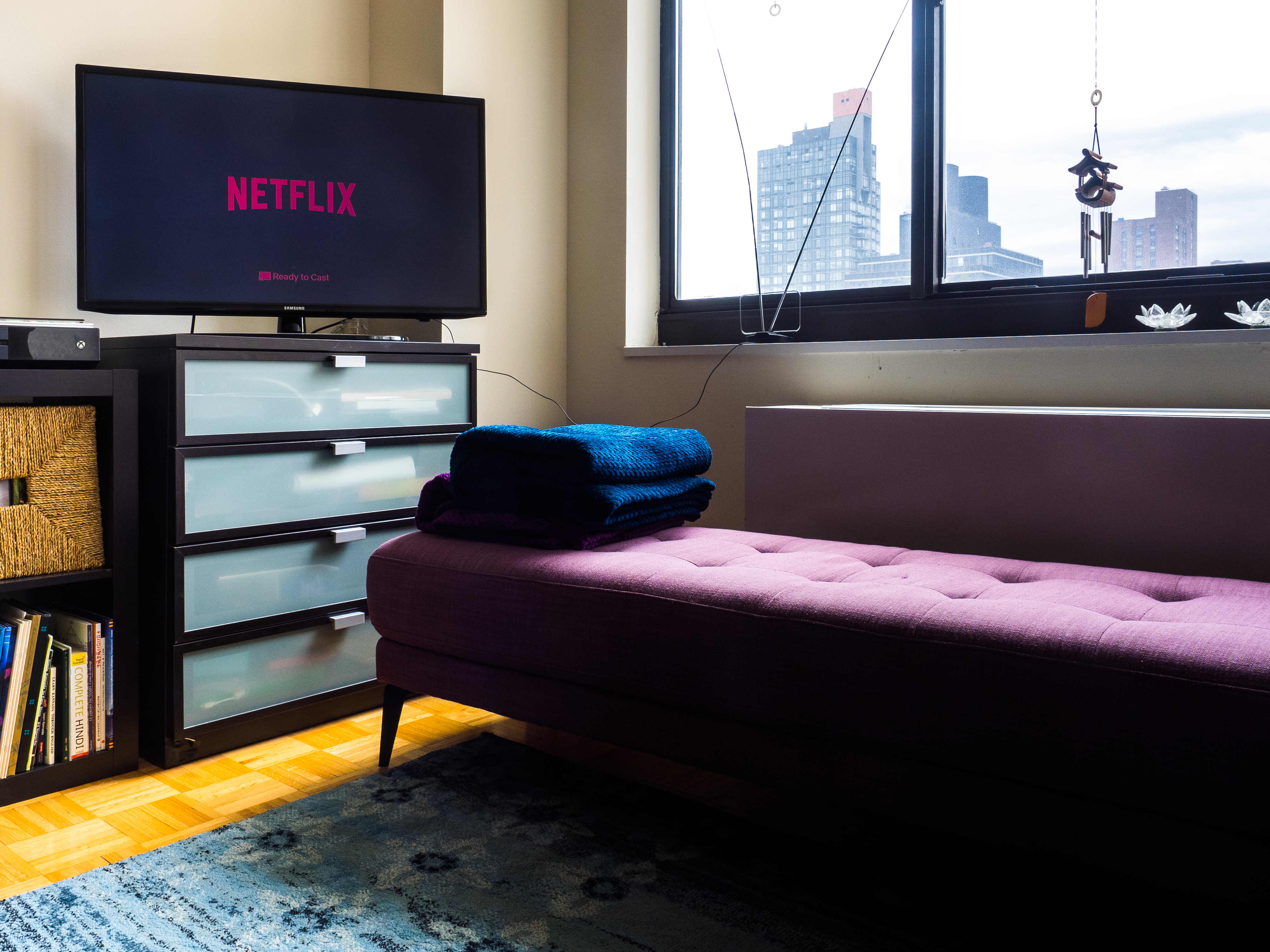
網飛(Netflix)在曼哈顿公寓的电视上加载。

刷剧（英語：binge-watching），也被称为马拉松观看追剧，是指长时间观看多集电视节目或网络节目的行為，通常是指连续观看同一部电视剧集或网络剧集。

## 介绍
最早在2014年二月的一项由Netflix公司进行的客户调查中，73%的用户将刷剧行为定义成“一次连续观看2至6集同一个电视节目”。最新的一项基于真实的用户数据的统计模型指出疯狂观看（刷剧）的定义应该根据时间情景，观看设备，和电视剧集的内容来确定。
刷剧做为一个新兴的文化现象，是伴随着在线媒体串流服务而变得流行的。在例如Netflix、hulu、亞馬遜影片等在线视频平台上观众可以根據需求观看任意数量的电视节目，这使得以往以周或日为单位观看电视节目的行为发生了变化。例如，在Netflix的一项用户调查中，61％的参与式报告说他们会经常的在平台上刷剧。最近的一项基于美国一家主要在线视频供应商的数据模型显示，64％的客户在过去的一年里至少疯狂观看过一次电视剧集。

## 历史
该词的产生与在线视频服务商和在线流媒体的兴起密切相关。在2013年，随着Netflix开始同时上线多集该公司主导的电视剧，刷剧（疯狂观看）一词开始被主流媒体所广泛使用。
在2015年11月，《柯林斯英语词典》将刷剧（疯狂观看）选为当年的年度词汇。

## 对睡眠的影响
2017年的一项研究将刷剧与较差的睡眠质量，更多的失眠和疲劳联系起来。 实际上，刷剧可能会导致认知机敏性增加，从而影响睡眠。